# Тектит
Тектитите (на гръцки: tektos – „разтопен“) са малки стъкловидни тела, с размери до няколко сантиметра, чийто химичен състав не е свързан с геоложката формация, в която се съдържат. Със своето средно съдържание на вода около 0.005% (сто пъти по-малко отколкото във вулканичното стъкло), тектитите се нареждат сред най-сухите скали на Земята. Според повечето учени те са се формирали при сблъсъка на големи метеорити със земната повърхност в условията на изключително висока температура и налягане.
В света са известни няколко находища на тектити: Австралия, Филипините, остров Тасмания, остров Ява, Бряг на слоновата кост, Чехия – единственото тектитно находище в Европа. Практиката е тектитите да се кръщават на мястото, където са открити – австралити, яванити, тасманити, индошинити (Индокитай), филипинити, молдавити (вълтавини).